# Pontycymer
Pontycymer är en ort i Storbritannien.   Den ligger i kommunen Bridgend och riksdelen Wales, i den södra delen av landet, 240 km väster om huvudstaden London. Pontycymer ligger 159 meter över havet och antalet invånare är 4 424.
Terrängen runt Pontycymer är huvudsakligen kuperad, men söderut är den platt. Runt Pontycymer är det tätbefolkat, med 411 invånare per kvadratkilometer. Närmaste större samhälle är Rhondda, 10,7 km nordost om Pontycymer. Trakten runt Pontycymer består i huvudsak av gräsmarker.